# Rosângela Conceição
Rosângela da Silva Conceição (ur. 7 sierpnia 1973) – brazylijska zapaśniczka i judoczka. Olimpijka z Pekinu 2008, gdzie zajęła ósme miejsce w turnieju zapaśniczym w kategorii 72 kg.
Dziesiąta zawodniczka mistrzostw świata w 2007. Brązowa medalistka igrzysk panamerykańskich w 2007. Zdobyła sześć medali mistrzostw panamerykańskich, złoto w 2005. Mistrzyni igrzysk Ameryki Południowej w 2006 roku.
W zawodach judo zdobyła złoty medal igrzysk Ameryki Południowej w 2002. Dwukrotnie stawała na podium mistrzostw panamerykańskich, druga w 2002 roku.